# Íbiszfélék
Az íbiszfélék (Threskiornithidae) a madarak (Aves) osztályának és gödényalakúak (Pelecaniformes) rendjének egyik családja.
Az íbiszfélék családjába 36 recens faj tartozik.

## Rendszertani besorolásuk
2014-ben Jarvis és társai alaktani- és DNS-vizsgálatok végeztek a mai madarak körében; felfedezésüket a „Whole-genome analyses resolve early branches in the tree of life of modern birds” (A genom teljes vizsgálata meghatározza a modern madarak családfájának a korai ágait) című írásban adták ki. Ennek a nagymértékű kutatásnak a következtében, az Ornitológusok Nemzetközi Kongresszusánnak (International Ornithological Congress) jóváhagyásával ezt a madárcsalátot kivették a gólyaalakúak (Ciconiiformes) rendjéből és áthelyezték a gödényalakúak (Pelecaniformes) rendjébe.

## Előfordulásuk
Világszerte élnek íbiszfajok a trópusi, szubtrópusi meleg mérsékelt övi övezetekben. Tipikus élőhelyük a tavak partjai, lassan áramló folyók valamint a sűrű esőerdők, mocsarak és lápok. Néhány faj él a szavannán is.

## Megjelenésük
Hosszú nyakú és lábú, nagy testű gázlómadarak. Testhosszuk 50–110 centiméter. Csőrük hosszú, keskeny és ívelt, lefelé hajlik vagy kanálszerűen kiszélesedik. Ez gyakran arra szolgál hogy a sárból kiszűrjék a táplálékot.

## Életmódjuk
Sok faj eszik vízirovarokat, rovar lárvákkal, kis rákokkal, puhatestűekkel, néha kisebb halakkal és kétéltűekkel. Azok a fajok amelyek a víztől távol élnek bogarakkal, pókokkal és csigákkal táplálkoznak, néha gyíkokkal, kígyókkal és egerekkel táplálkoznak.

## Rendszerezés
A családba az alábbi 2 alcsalád tartozik:
- kanalasgémformák (Plataleinae) Bonaparte, 1838 - 1 nem és 6 recens faj
- íbiszformák (Thereskiornithinae) Poche, 1904 - 12 élő, 2 fosszilis nem és 30 recens faj

Habár a legtöbb rendszerező hagyományosan ezt a madárcsaládot a fenti lista szerinti két alcsaládra osztja, a legújabb DNS-vizsgálatok alapján ez a rendszerezés megszűnhet. Ugyanis a kanalasgémformák besorolhatók az óvilági íbiszek közé, míg az újvilági íbiszek kivonhatok az íbiszformák alcsaládjából, hiszen ennek a családnak egy korai elágazását képviselik.
Még nincs kiderítve, ha a két alcsalád egymással szemben monofiletikus csoportot alkot-e, azaz egy közös rendszertani őstől származó élőlények összességét alkotja-e. Az eddigi rendszerezést, 1992-ben a „South American Checklist Committee's” fogadta el a Matheu és del Hoyo nevű ornitológusok kutatásainak alapján. Ők főleg a csőr alakját részesítették előnyben, amikor megalkották e madarak rendszertani besorolását. Azonban a pontosabb rendszerezés érdekében további genetikai kutatásokat kéne véghez vinni.
Az eddigi mitokondriális DNS-vizsgálatok szerint a kanalasgémformák és a Threskiornis nembéli fajok az óvilági íbiszek között saját kládot alkotnak, míg a nipponíbisz (Nipponia nippon) és az Eudocimus-fajok a családnak egy korai elágazását képezik, tehát távolabbi rokonaik az előbbi madaraknak. Ennek következtében a hagyományos rendszerezés, melyben két alcsalád van érvényét veszti.

### Fosszilis íbisznem
A Franciaországban talált, kora miocén korszaki Gerandibis De Pietri, 2013 nevű íbisznemet, még nem sorolták be egyik alcsaládba sem.

## Képek

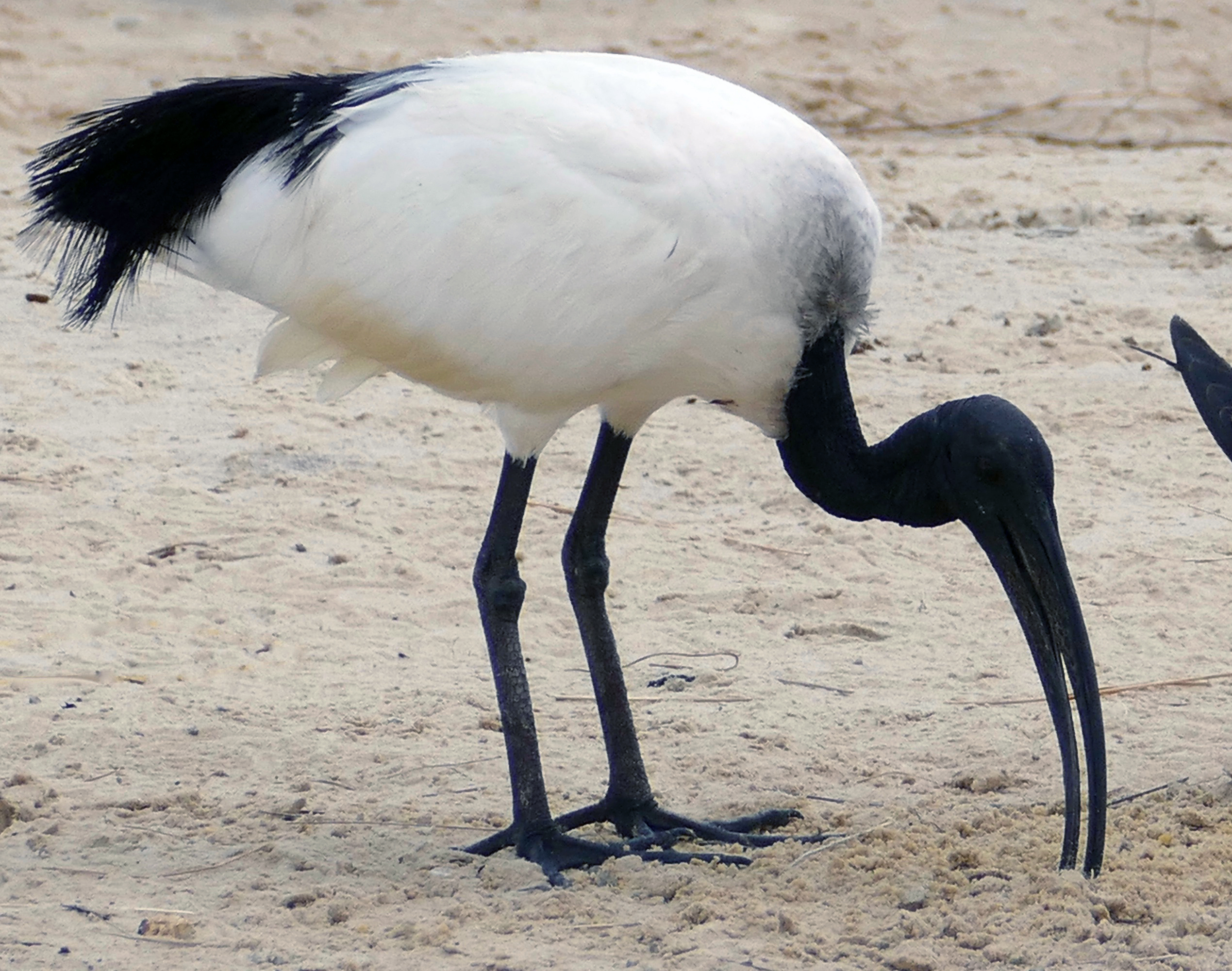
szent íbisz (Threskiornis aethiopicus)
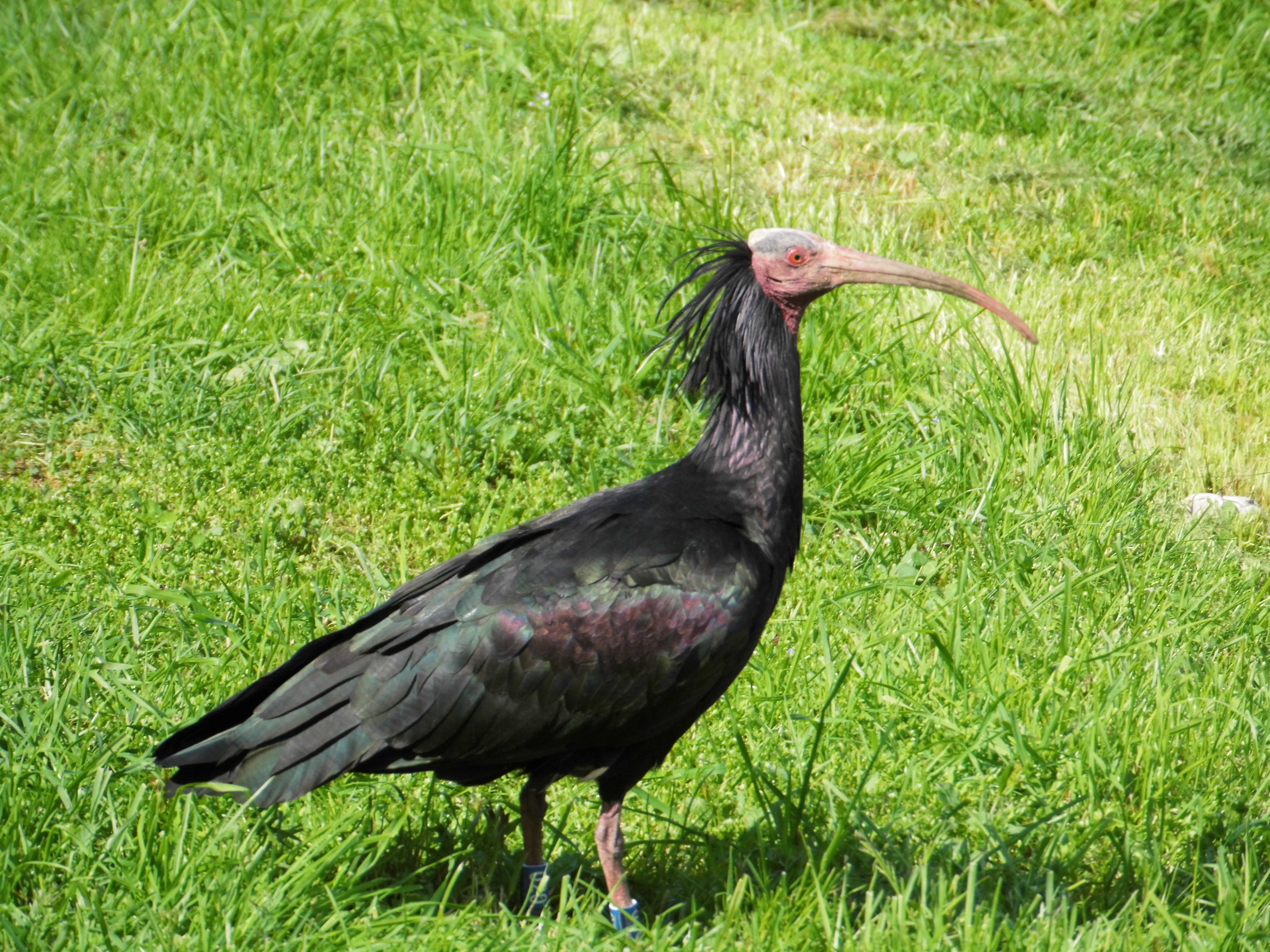
tarvarjú (Geronticus eremita)
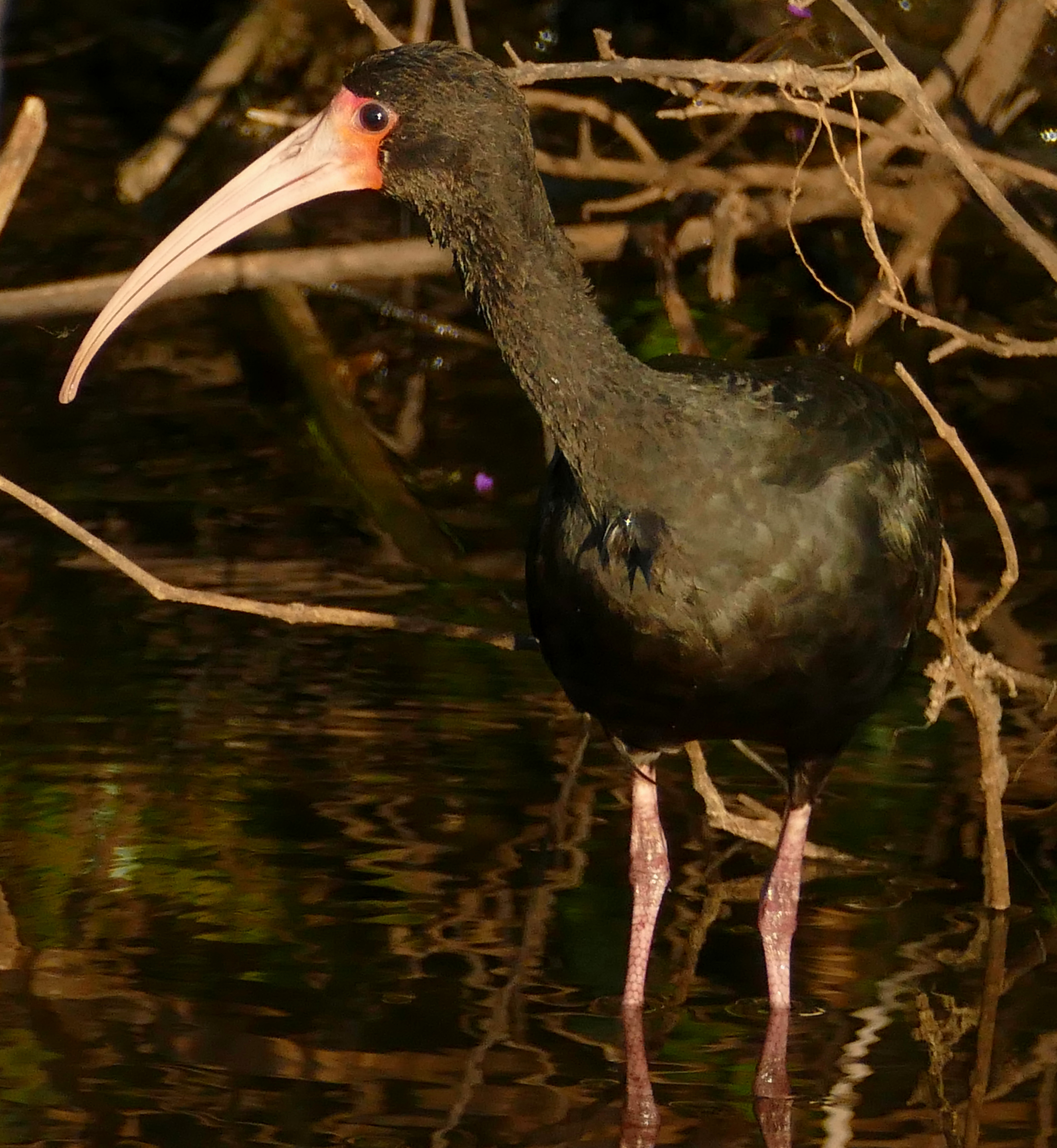
kormos íbisz (Phimosus infuscatus)
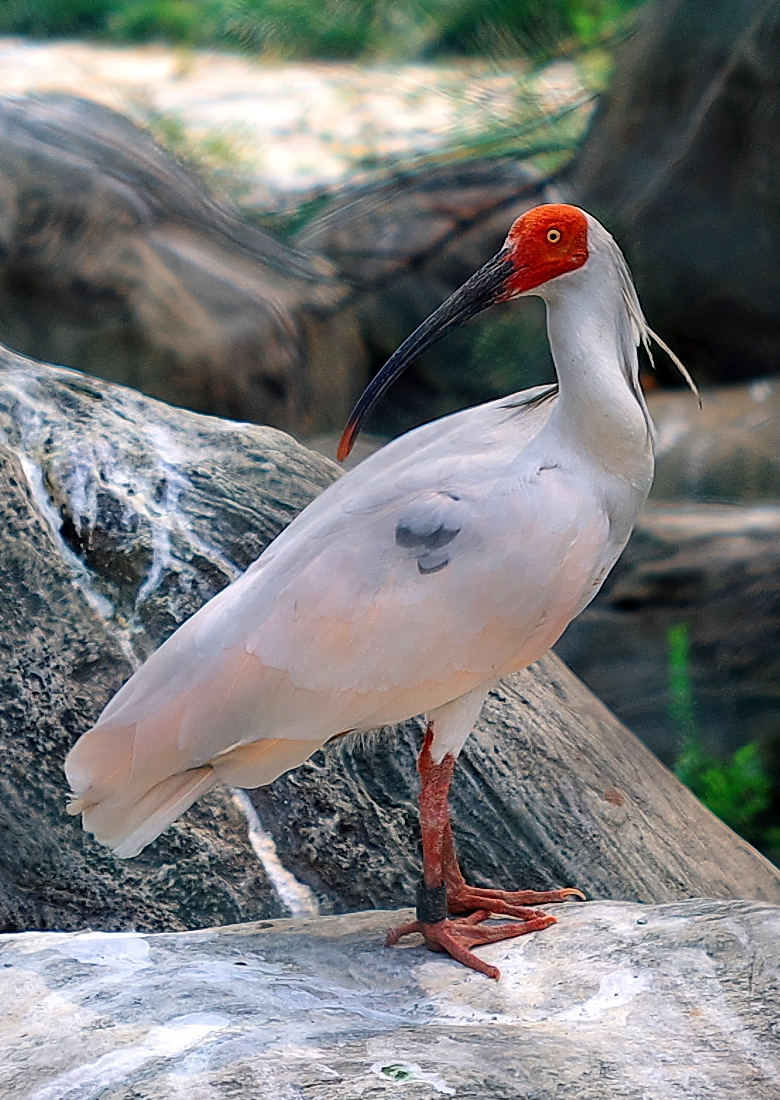
nipponíbisz (Nipponia nippon)
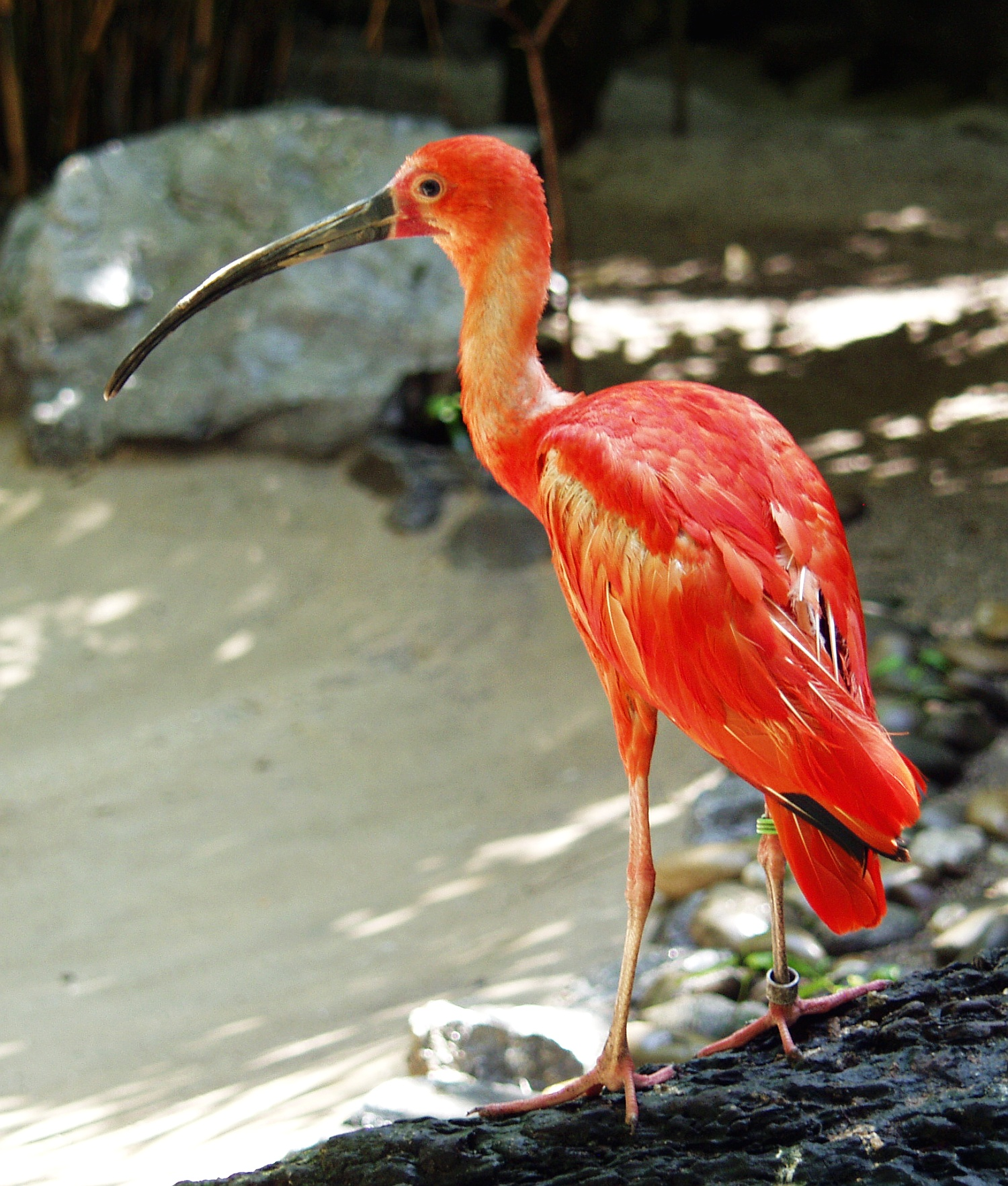
Skarlátbatla (Eudocimus ruber)
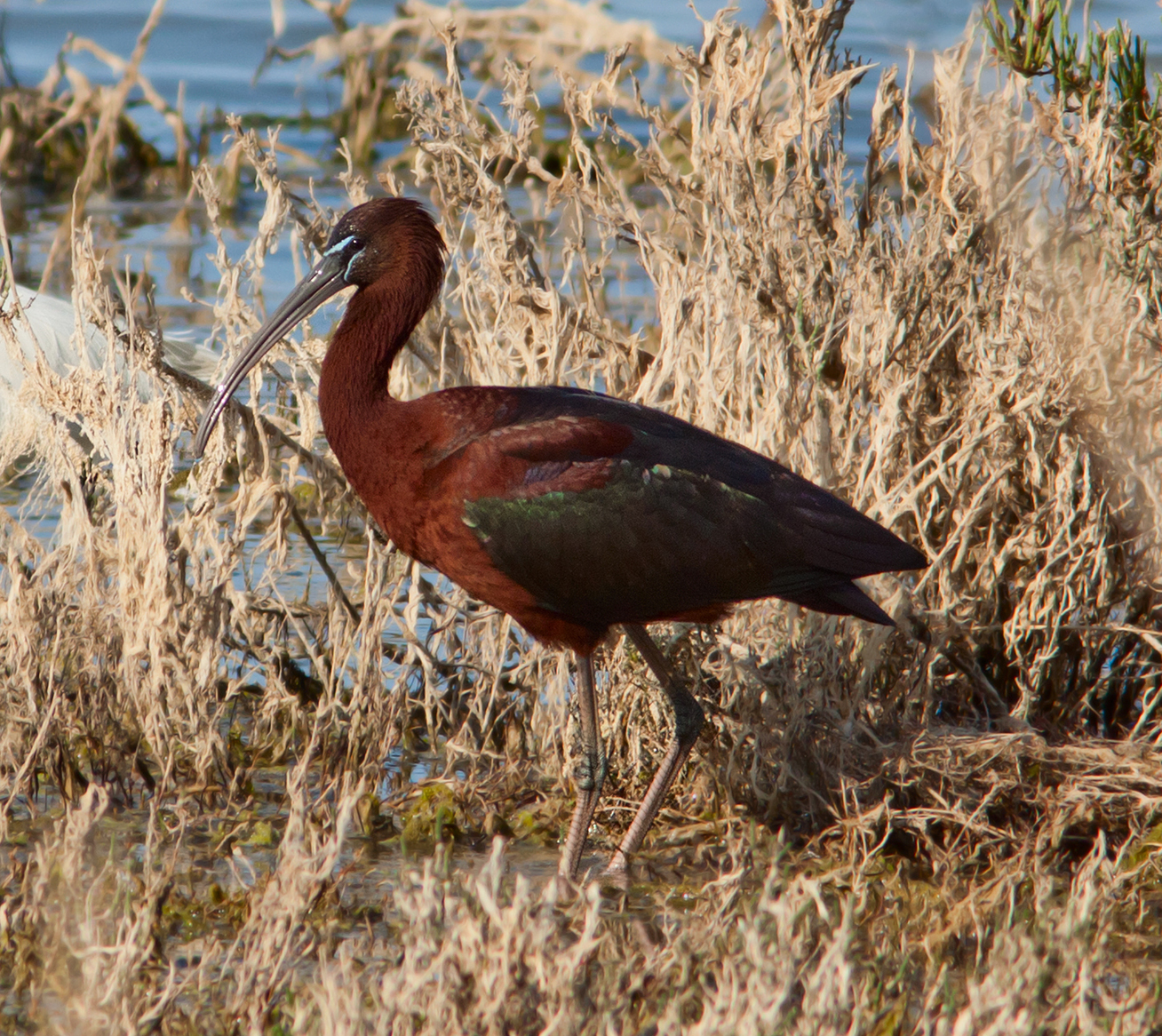
Batla (Plegadis falcinellus)
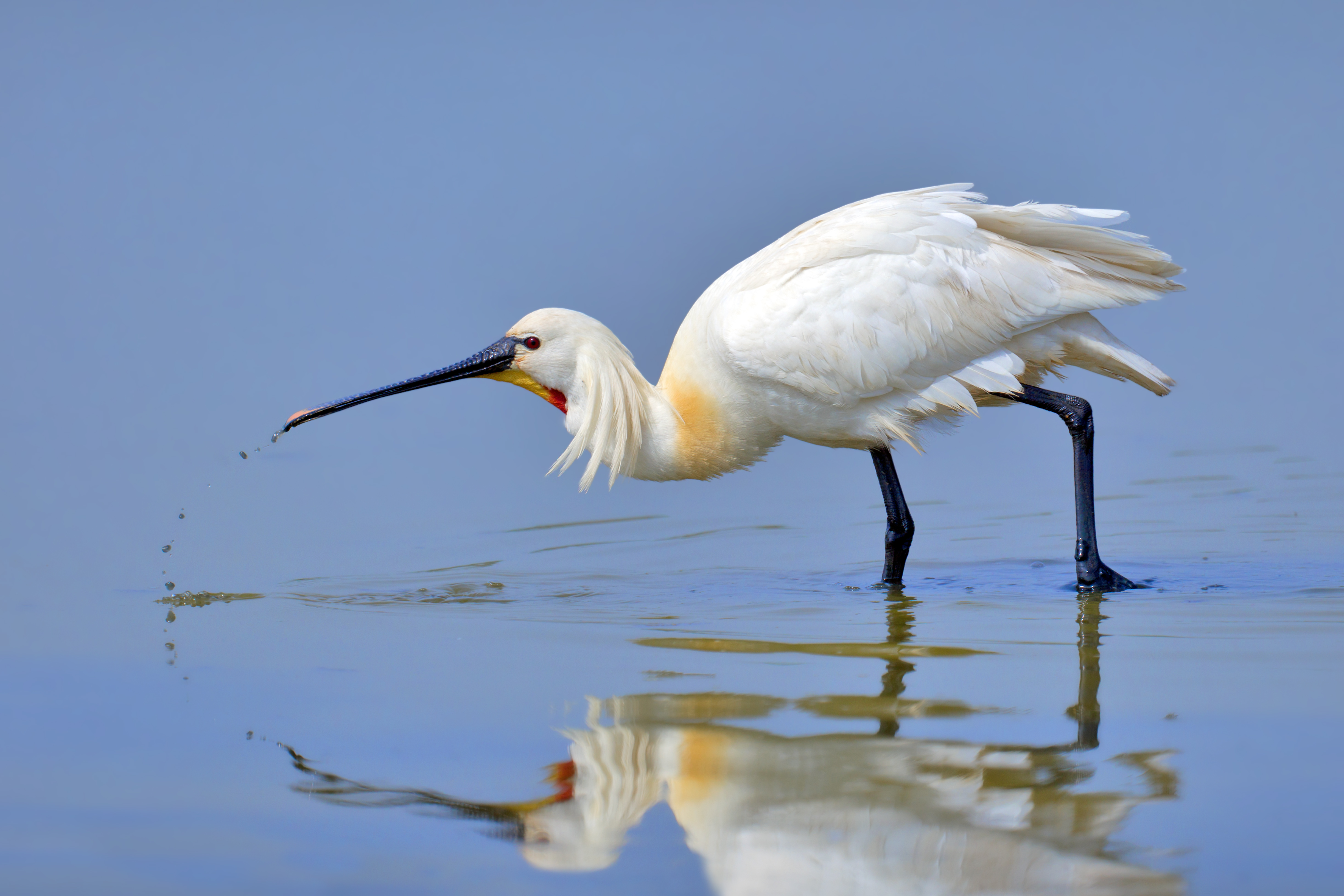
Kanalasgém (Platalea leucorodia)

## Fordítás
- Ez a szócikk részben vagy egészben  az   Ibisse című német Wikipédia-szócikk fordításán alapul.  Az eredeti cikk szerkesztőit annak laptörténete sorolja fel. Ez a jelzés csupán a megfogalmazás eredetét és a szerzői jogokat jelzi, nem szolgál a cikkben szereplő információk forrásmegjelöléseként.
- Ez a szócikk részben vagy egészben  a   Threskiornithidae című angol Wikipédia-szócikk ezen változatának fordításán alapul.  Az eredeti cikk szerkesztőit annak laptörténete sorolja fel. Ez a jelzés csupán a megfogalmazás eredetét és a szerzői jogokat jelzi, nem szolgál a cikkben szereplő információk forrásmegjelöléseként.